# Samuel Walser
Samuel Walser (* 5. Juni 1992 in Mümliswil-Ramiswil) ist ein Schweizer Eishockeyspieler, der seit Juli 2018 bei Fribourg-Gottéron aus der Schweizer National League unter Vertrag steht und dort auf der Position des Centers spielt. Mit dem HC Davos gewann Walser im Jahr 2015 die Schweizer Meisterschaft.

## Karriere

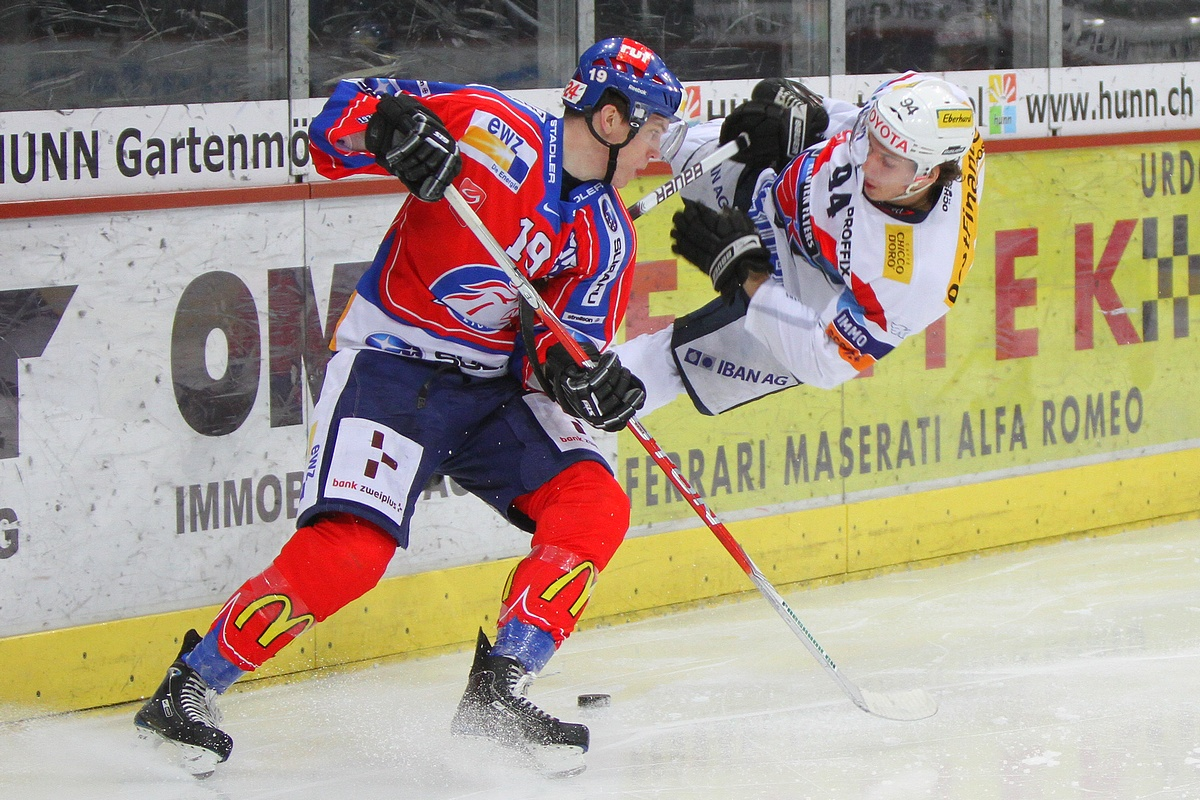
Walser (rechts) im Duell mit Reto Schäppi (2011)

Samuel Walser absolvierte seine Zeit als Junior beim EHC Olten, EV Zug und den Kloten Flyers. In der Saison 2010/11 debütierte er in der National League A (NLA). In derselben Saison schoss er auch gleich sein erstes NLA-Tor und spielte sein erstes Playoff-Spiel. Im April 2011 wurde er mit seinem Team Vizemeister der NLA.
Im Mai 2013 erhielt Walser einen Vertrag über drei Jahre Laufzeit beim HC Davos. Er blieb letztlich bis zum Ende der Saison 2017/18 beim HCD, zur Spielzeit 2018/19 wechselte er innerhalb der Liga zu Fribourg-Gottéron.

### International
Für die Schweiz nahm Samuel Walser an der U18-Junioren-Weltmeisterschaften 2009 sowie den U20-Junioren-Weltmeisterschaften 2011 und 2012 teil. Mit der A-Nationalmannschaft absolvierte der Stürmer die Weltmeisterschaft 2016.

## Erfolge und Auszeichnungen
- 2011 Schweizer Vizemeister mit den Kloten Flyers
- 2015 Schweizer Meister mit dem HC Davos
- 2024 Spengler-Cup-Gewinn mit Fribourg-Gottéron

### International
- 2009 Silbermedaille beim Europäischen Olympischen Winter-Jugendfestival

## Karrierestatistik
Stand: Ende der Saison 2024/25

### International
Vertrat die Schweiz bei:
| - Europäisches Olympisches Winter-Jugendfestival 2009 - U18-Junioren-Weltmeisterschaft 2009 - U20-Junioren-Weltmeisterschaft 2011 | - U20-Junioren-Weltmeisterschaft 2012 - Weltmeisterschaft 2016 |

(Legende zur Spielerstatistik: Sp oder GP = absolvierte Spiele; T oder G = erzielte Tore; V oder A = erzielte Assists; Pkt oder Pts = erzielte Scorerpunkte; SM oder PIM = erhaltene Strafminuten; +/− = Plus/Minus-Bilanz; PP = erzielte Überzahltore; SH = erzielte Unterzahltore; GW = erzielte Siegtore; 1 Play-downs/Relegation; Kursiv: Statistik nicht vollständig)